# Annonciation de la Vierge (Antonello de Messine, Munich)
L'Annonciation de la Vierge de Munich est une peinture réalisée par l'artiste italien de la Renaissance Antonello de Messine en 1473. Elle est conservée à l'Alte Pinakothek de Munich. Comme la - plus célèbre - version de Palerme, sur le même sujet, elle montre Marie interrompue dans sa lecture par l'Ange de l'Annonciation.